# カウンセリング
カウンセリング（英: counseling）とは、依頼者の抱える問題・悩みなどに対し、専門的な知識や技術を用いて行われる相談援助のことである。カウンセリングを行う者をカウンセラー（英: counsellor、米: counselor）、相談員などと呼び、カウンセリングを受ける者をクライエント（client）、カウンセリー（counselee）、相談者/来談者などと呼ぶ。日本では、カウンセリングと心理療法はほぼ同じ意味として用いられており、カウンセリングは心理カウンセリングを指すことが多い。

## 概要

### 広義のカウンセリング
広義のカウンセリングは、社会・経済・生活の各分野における種々の専門的相談援助行為を指し、例えば、就職関連、法律関連、美容関連、婚姻関連ほか、様々なものが含まれる。

### 心理カウンセリング
一方、狭義のカウンセリングは、精神心理的な相談援助、すなわち心理カウンセリングを指す。その場合、心理カウンセラーの学問的基盤は、心理学・応用心理学の一分野である臨床心理学が中心的に用いられる。
アドバイスとは異なり、カウンセラーがクライエントに対して明確な解決策を直ちに提示することは原則的にない。これは、カウンセリングという場においてクライエントが自らに向き合い、その作業を通じて新しい理解や洞察に自発的にたどり着き、最終的にカウンセリングが終結した後には、カウンセリングにおける経験を生かしてクライエントが実生活の問題や悩みに主体的に相対して行けるように導くことが、カウンセリングの目的であると同時にカウンセラーの役目であるためであり、心理カウンセリングの際は大切にされる原則である。
しかしながら、抱える問題の性質やクライエントが置かれている環境、あるいは臨床的な状態によってはこの原則の限りではない。日本では、診察や診断などは医師のみに許される行為であるため行わないが、一方で心理カウンセラーは、上記のように臨床心理学に基づく専門業務を行う。
したがって、心理カウンセラー自身の学問的基盤に立脚し、クライエントおよび当該事例の現状に対する臨床心理査定を適切に行うことが第一義的に求められており、導かれた臨床心理査定に即して、原則通りの心理カウンセリングを用いるべきか、それとも心理教育・心理コンサルテーションを折衷すべきか、あるいは薬物療法を含む医療を最優先させるべきかなど、その都度状況を判断し、最もクライエントのメンタルヘルスに資する方法を選択することが、心理カウンセラーに要求される重要な専門性のひとつである。
また、心理カウンセラーは、従事する業務が「心理相談」であるという性質上、クライエントとは既存の利害関係が存在しない「第三者性」「外部性」を有する心理職専門家であることが、「二重関係（多重関係）の回避」と呼ばれる倫理上の義務として大前提とされている。

## 歴史
日本では最近まで、心理職には、心理士、心理カウンセラー（相談員）、心理セラピスト（療法士）などの国家資格が存在しなかったが、民間の心理学関連資格は多数存在していた。そのような状況に鑑み、専門職大学院などの指定大学院における高度な専門養成課程を敷き、スクールカウンセラー事業を始め支援活動の実績がある臨床心理士や、医療・保健・福祉分野に活動領域を限定する方針で、医師関連団体が提案する医療心理師（仮称）を中心に、心理職の国家資格を創設しようとする動きが見られてきた。この流れを受け、数年にわたる協議を経て、2017年9月に公認心理師法が施行。心理職の国家資格として、厚生労働省と文部科学省の共管による公認心理師が誕生することとなった。
なお、カウンセリングに関して、学問的基盤を社会福祉学（ソーシャルワーク）に持つ隣接領域の国家資格としては、精神保健福祉士、社会福祉士がある。
メンタルケア先進国である欧米諸国に比べ日本においては、これまでの制度面の遅れがあり、それゆえに心理カウンセリングや心理療法が日常的なものとして位置づけられてきづらかった。しかし、1998年から年間30,000人を超え続けている自殺者、昭和期や20世紀に比しての、精神疾患受療率増加、不登校児童生徒数増加、対教職員・生徒間などの暴力行為発生件数増加、そして2008年の労働契約法施行による労働者の心身両面への安全配慮義務の明文化と経営者に対する義務づけなどの様々な社会情勢から、精神科医などの医師や臨床心理士との心理カウンセリング・心理療法のため、専門家相談機関を訪れる人は増加傾向にある。また、教育機関においては、文部科学省によりスクールカウンセラー事業が制度化され定着するなど、今日では心理カウンセリングや心理療法が我々の日常的なものとして認知されてきている。

## 詐称と関連した問題
「自称心理カウンセラー」「自称○○カウンセラー」「カウンセラー類似者」による、偽カウンセリングや高額自己啓発セミナー、およびそれによる消費者被害が問題となっている。また、誤ったカウンセリングによって相談者の心理的負担が返って増すという事例もあり、カウンセラーの質に関する問題もある。
これは、「カウンセラー」という言葉は、「コンサルタント」「アナリスト」「エンジニア」などと同様に多分野で用いられる呼称であるため、臨床心理士などの心理職に限らず、称すること自体は業種・職種を問わず可能であることとも関わっている。しかしながら、そもそも心理カウンセラーなどの心理職が扱う「心」「心理」「精神」とは、対象者の生命・身体・人生・生活の根幹に関わるものであるため、高い専門性は元より厳しい倫理観も要求される。そのため、そのような資質の裏付けとなる資格は、教育や任用に当たり大学・大学院、中央省庁、公的機関などが関わることでの公益性の担保、一定水準の認定試験の実施、現場での臨床実務訓練をこなした者に限る認定試験受験許可、教育機関と連携したカリキュラムの整備、などの体制を敷き専門性と倫理観を養成している。
このような、幾重にもわたる養成課程が整っている資格を有する者のみ、その養成課程を経る中で専門性や倫理観が醸成されることで活動を許されるものであり、通信教育・在宅教育のみや数回～数十回程度の養成講座で取得できる資格を所持する者や、高額な費用を払うことで一朝一夕に取得できる資格を所持する者は、専門的観点・倫理的観点のどちらからも問題性・危険性が指摘されているため、利用や活用の際には注意を要する。

### ニセ学位・自称学会をめぐる問題
資格の有無・種類だけでなく、学位の取得による専門性の裏付けや、学会への所属による学術的な自己研鑽の傾向も、カウンセラーの能力や資質を判断する手がかりとなるが、海外のニセ学位を金銭で購入したり、いわゆる自称学会に名目上のみ所属したりという悪質なカウンセラーも散見される。これは、「学位商法（ディプロマミル／ディグリーミル）」の存在や、「学会」を名乗ることへの法的規制がないことが影響している。

#### ニセ学位に対して
- 国内の大学院・専門職大学院は全て文部科学省からの認可を受ける必要があるため、これにより国内の正規学位授与の実態は当局が把握している（→文部科学省 - 大学等の設置認可・届出制度）。特に博士号については、当該学位請求論文である博士論文は、全て国立国会図書館が所蔵している（→国立国会図書館 - 国内博士論文）

- 海外の学位については、例えばアメリカにおける正規学位であれば、「アクレディテーション」と呼ばれる認定校制度の下、当局からの認定を受けた大学院のみが授与できる。したがって、そうではない「非認定大学リスト」と照合すれば、当該学位が認定大学院から授与された正規学位であるか否かは直ちに判明する。なお、国内の学位よりも海外の学位の方が価値が高いなどということはない。一般に、海外の学位は、外国語で執筆した論文により取得したため価値が高いのではと考える者がいるが、学位は語学能力ではなく、研究自体の評価として授与されるものである（→List of unaccredited institutions of higher learning ※英語）

#### 自称学会に対して
- いわゆる自称学会ではなく、学術研究活動を主たる目的とするなどの一定の要件を満たす公的学会の場合は、政府諮問機関である日本学術会議から「日本学術会議協力学術研究団体」として指定を受けている（→日本学術会議協力学術研究団体一覧）
- ただし、日本学術会議の指定を受けていなくても公的学会としての活動を展開している学会も少なくない（日本臨床環境医学会、日本簿記学会など）。言論が自由なはずの学問の世界で政府機関が審査を行い、公的か否かの判断をすることの批判も一部に存在する。しかし、似非学会も少なくないことは否めないことであり詐欺的商法に利用されることもあるので注意をしなければならない。

- また、心理学界における代表的な学会は、心理学系学会の連合体である「日本心理学諸学会連合」に加盟しており、それぞれの学会において、入会に際してどの程度の専門性を要求しているかや、どの程度の会員数を擁しているかなども、当該学会の研究水準をはかる目安のひとつとなる（→日本心理学諸学会連合 - 組織構成）

ついては、依頼希望者側からも、上記のように資格の有無・種類、学位、学会などを含めた観点から、実際の相談に赴く前の段階で慎重に吟味し、信用のおける経歴や背景を持った「カウンセラー」を選ぶことが安全上大切であり、利用や活用の際には注意を要する。

## 対比される概念

### 心理療法
心理カウンセリングが精神心理的な相談援助そのものであるのに対し、心理療法は、その相談援助を通じ、クライエントが抱える種々の精神疾患や心身症、精神心理的問題・不適応行動などに適応的な変容を図ることを目的とする理論と技法の体系である。したがって心理療法は、心理カウンセリングに含まれる概念のひとつに位置づけられている。精神療法、心理セラピー、サイコセラピーなどとも呼ばれる。

### 心理コンサルテーション
心理カウンセリングが自発的な理解や洞察への到達を目的のひとつとしているのに対し、心理コンサルテーションは具体的な対応策や考察を提供するものである。対象とされるのは、クライエント本人とは別に、「家族における保護者」「学校における教職員」「職場における管理職」など、クライエントが所属するコミュニティにおけるクライエントにとってのキーパーソン、および他の専門職である。
すなわち、心理カウンセリングが「クライエントへの直接的援助」であるのに対し、心理コンサルテーションは「クライエントへの間接的援助」であり、臨床心理学的地域（コミュニティ）援助に分類される。ただし、対応策や考察を提示するのは、あくまでも専門的見解の一端を示すためであり、それらに基づく対応を強要するためではない。心理職が示す専門的見解を通じ、相対する問題への理解を深め、共通理解の下でコミュニティ全体が主体的・効果的な対応をとれるように支援を行う専門業務である。心理コンサルティングとも呼ばれる。
なお、クライエント本人に対しても具体的な対応策や考察を提供する援助法は心理教育と呼ばれる。心理教育は、抱える問題の性質やクライエントが置かれている環境、あるいは臨床的な状態などから導かれた臨床心理査定の結果、心理カウンセリングによる自発的な理解や洞察への到達を促すよりも、具体的な対応策や考察を提供した方がクライエントのメンタルヘルスに資する状況にあると判断される場合に選択され、社会生活・対人関係などに際して特徴的な困難を抱えるクライエントや、学校復帰・職場復帰などに際して不適応予防的な援助が必要となるクライエントなどに対して用いられる。

### メンタリング
心理カウンセリングが自発的な理解や洞察への到達を目的のひとつとしている点と、メンタリングが自発的な成長・発達を促す点は両者の類似するところである。一方、取り扱う題材は、心理カウンセリングが精神疾患や心身症、精神心理的問題・不適応行動などの援助・改善・予防・研究、あるいは人々の精神的健康の回復・保持・増進・教育と多岐にわたるのに対し、メンタリングは人材育成の分野に特化している。したがって、メンタリングはキャリア開発の文脈で用いられることが多い。また、心理カウンセリングにおける相談援助は、臨床心理学を学問的基盤としたものであるのに対し、メンタリングは必ずしもそうとは限らず、日常的・経験的・人間的な相談援助も含まれる。

### コーチング
心理カウンセリングとの類似点・相違点はメンタリングとほぼ同様である。コーチングもまた、人材育成の分野やキャリア開発の文脈で用いられることが多い。したがって、コーチングとメンタリングは内包する意味合いが重なることが多いが、コーチングの方がより目標・目的指向的に用いられることが多く、特定のスキル向上や成果などを目指す場合がある。

### 人生相談
抱える問題・悩みなどに対し相談を行うという性質は似ている。しかし、人生相談という言葉の指す範囲が広いため、「相談を受けた側」の者が一般の人間であることが多く、何らかの専門性を有しているとは限らない。専門性を有する者への相談であったとしても、心理カウンセリングや心理コンサルテーションの様に、一定の原則・構造を伴わないものは人生相談の範疇として区別することがある。また、「相談を受けた側」から「相談を持ちかけた側」へ、日常的・経験的・人間的なアドバイスが行われることが通例である。なお、このアドバイスは、「相談を受けた側」の者が自身の半生において感じた主観的教訓であることがあり、「相談を持ちかけた側」が抑うつ傾向などの特定の状態にある様な時は、アドバイスにより逆に苦しめることがあることが知られている。したがって、独断で性急なアドバイスなどは行わず、精神科医などの医師や臨床心理士のような専門家との相談を検討するなどの配慮が必要となる。